# マイヨ・アルカンシエル

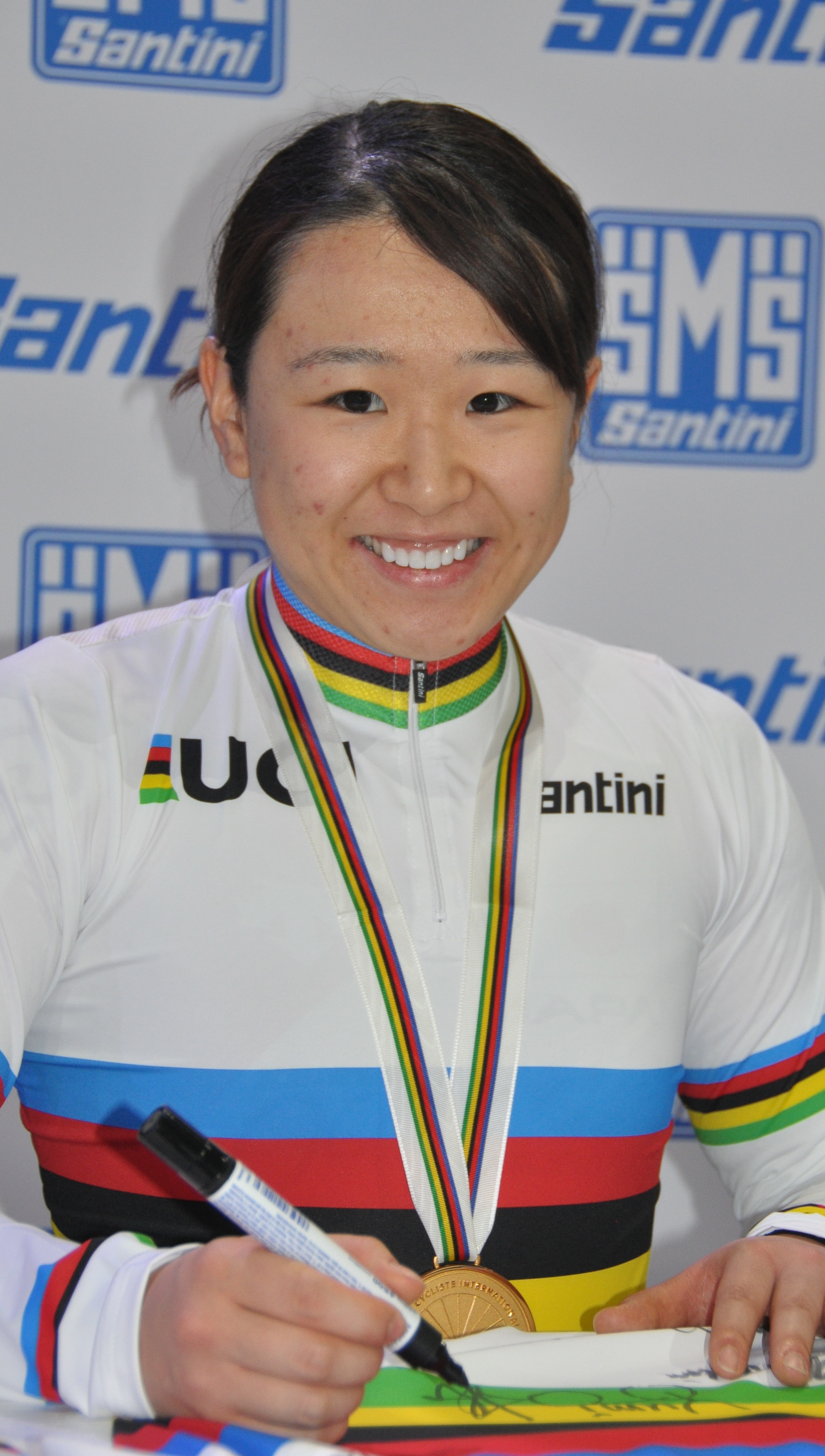
2020年の世界選手権女子オムニアム覇者、梶原悠未。同大会にて。

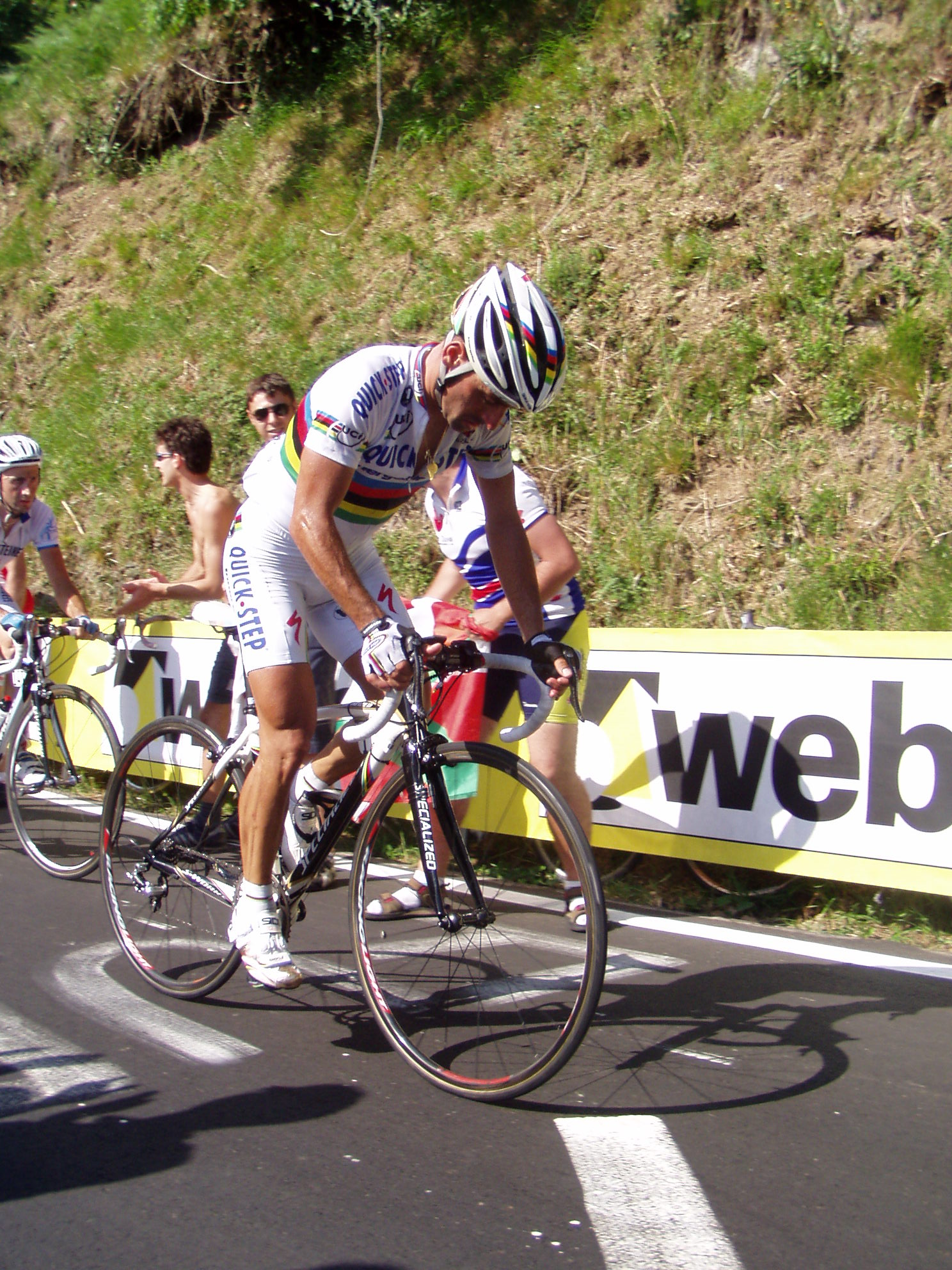
2006年（2007年）の男子エリートロード世界選手権者パオロ・ベッティーニ。2007年ジロ・デ・イタリアにて。

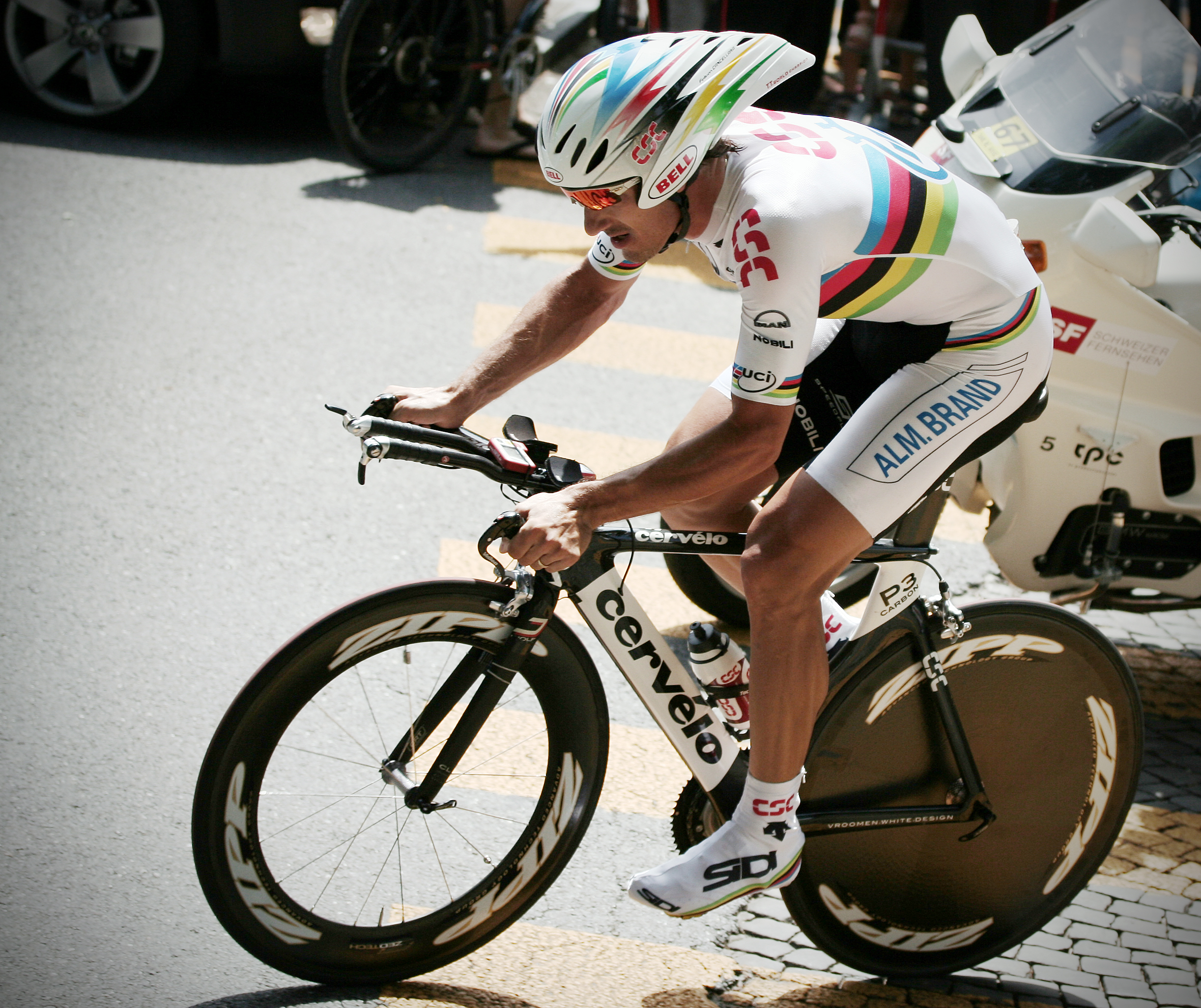
2006年, 2007年, 2009年, 2010年の男子エリートロードタイムトライアル世界選手権覇者ファビアン・カンチェラーラ。2007年ツール・ド・スイスにて。

マイヨ・アルカンシエル (仏: Maillot arc-en-ciel) は世界選手権自転車競技大会の優勝者に与えられるジャージである。日本では、マイヨ・アルカンシェルと表記されることが多いが、フランス語によるこれらの呼称が一般的である。五つの大陸を表す緑、黄、黒、赤、青のストライプ（虹＝アルカンシエル）が襟と袖、胴回りにあしらわれたジャージ（マイヨ）であることから、この名がある。ちなみに英語では「レインボージャージ (Rainbow jersey)」、イタリア語では「マリア・イリダータ (Maglia iridata)」と呼ばれる。

## 解説
チャンピオンとなった選手は、翌年度の世界選手権大会開催前日までの間に行われる当該種目の大会においてこのジャージを着用して競技することが認められる。例えば個人ロードレースの優勝者は、UCIワールドツアーやツール・ド・フランスなどのグランツールなどでこのジャージの着用することができる。同様に個人ロードタイムトライアルの優勝者は、ステージレースに含まれるタイムトライアルステージや、単発のタイムトライアル大会の実施時にジャージの着用が可能である。
また現チャンピオンでなくなった以降も、当該種目において襟と袖口を虹色で縁取りしたジャージを着用することなどが生涯許される。

## アルカンシエルの呪い
世界選手権（特に男子エリートロードレース）で優勝した選手が、翌年には大きく成績を落とすというケースが少なくないほか、なぜかレース中の落車事故やメカトラブルが頻発したり、歴代の優勝者は私生活で家庭不和が起きる、事故に遭遇、病気に罹患するなどのトラブルに見舞われていることなどから、俗に自転車業界では「アルカンシエルの呪い（英語: Curse of the rainbow jersey、フランス語: Malédiction du maillot arc-en-ciel）」というジンクスがまことしやかに噂されている。
優勝者は世界戦後の1年間、アルカンシエルを着用して全てのレースに出場することが許されるため、クラシックレースなどのワンデイレースではアルカンシエル着用者が最も目立つ存在となるほか、グランツールなどのビッグレースにおいても総合首位（マイヨ・ジョーヌ、マリア・ローザ、マイヨ・ロホ）、ポイント賞、山岳賞など各賞ジャージの着用者に次ぐ存在感を示すことになる。そのため当然のように他チームからは実力者とみなされて厳しいマークに遭いやすくなるうえ、そのレースの成績に関係なしにマスコミから格好の「標的」とされるケースがままあり、その結果、アルカンシエルの重圧に耐え切れなくなって調子を落とす場合が多い。このことが「アルカンシエルの呪い」に一定の説得力を与えている。
もちろん「アルカンシエルの呪い」そのものには何の根拠もないため、「呪い」の影響とされるもののほとんどは単なる偶然や調子の波として片付けられるべきものだが、自転車ロードレースの選手・関係者やファンの間で「呪い」はある種の都市伝説として定着している。その注目度の高さから世界五大医学雑誌の一つであるBMJ（British Medical Journal）では2015年のクリスマス論文「アルカンシエルの呪いを解く」でこの問題を取り上げており、1963年から2013年の優勝者について解析したところ、「今まで提唱されたスポットライト効果仮説やマークされやすくなるため勝てなくなるといったmarked man仮説は否定的であり、単なる平均への回帰が最も実際の結果を説明していた」と結論している。

## その後の活躍
世界選手権優勝者のその後の活躍の主な例を示す。

### エリート個人ロードレースの主な例
- リック・バンステーンベルヘン……1949年に初優勝。以後通算3回の世界選制覇を飾り、6日間レース歴代第1位の勝利数（当時）も記録。
- ヤン・ヤンセン……1964年に優勝。その後、1967年にブエルタ・ア・エスパーニャ、1968年にツール・ド・フランスを制覇。
- エディ・メルクス……1964年にアマチュア・個人ロードを制覇し、プロ・個人ロードを1967年に初制覇。その後の実績は語りつくせないほど。
- グレッグ・レモン……1983年に初優勝し、通算2回制覇。ツール・ド・フランスでは3回制覇を記録。
- アブラハム・オラーノ……1995年に個人ロードを制し、3年後には個人タイムトライアル及びブエルタ・ア・エスパーニャを制覇。
- オスカル・フレイレ……1999年に初制覇し、通算3回制覇。そのほか数々のレースで活躍。
- カデル・エヴァンス……2009年に制覇。その後、2010年のフレッシュ・ワロンヌにてクラシック初勝利、そして同年のジロ・デ・イタリア第2ステージにて8年ぶりのマリア・ローザ着用。加えて、マリア・ロッソ・パッショーネ（赤いジャージ）に代わった元年でもある、同年ジロのポイント賞を獲得。しかし、ジロ後半では発熱と体調不良で総合優勝を逃し、最大の目標であったツール・ド・フランスではマイヨ・ジョーヌを一時獲得したものの、落車で左肘を骨折し総合26位で終わるなど、良い面と悪い面の双方が混在した一年となったが、2011年にはツール・ド・フランスで悲願の総合優勝を果たした。
- ペーター・サガン……2015年に初制覇し、その後史上初の3連覇を達成。

### その他の例
- 中野浩一……1977年にプロ・スクラッチ（現 スプリント）初制覇。その後同種目10連覇を達成したほか、日本プロスポーツ選手史上初の年間獲得賞金額1億円などを達成。
- マイケル・ロジャース……2003年にタイムトライアル部門で初制覇し、翌年、翌々年も勝利して、同種目三連覇の偉業を達成。
- ファビアン・カンチェラーラ……2006年にエリートタイムトライアルを制覇、そのままの勢いで2007年エリートタイムトライアルにて連覇を飾り、2008年に入ってもティレーノ〜アドリアティコ制覇、北京オリンピックエリートロード銀、タイムトライアル金と好調が続く。さすがに2008年終盤から2009年にかけて呪われるもののツール・ド・スイスから復活。国内選手権エリートロードを制し、ツールでマイヨ・ジョーヌ、ブエルタでマイヨ・オロを着用するだけでなく、2010年以降に於いても春のクラシック、グランツール、世界選手権等で活躍している。

## 国内最優秀スポーツ選手への選出例
アルカンシエル獲得により自国の最優秀スポーツ選手に選ばれるケースもある。以下に主な例を挙げる。
日本プロスポーツ大賞
- 中野浩一……1981年、プロスプリント優勝。

オランダ スポーツマンオブザイヤー
- アリー・ファンフリート……1953年、プロスプリント優勝。
- ヘンク・ナイダム……1962年、プロ個人追抜優勝。
- ヤン・ラース……1979年、プロ個人ロードレース優勝。
- ヨープ・ズートメルク……1985年、プロ個人ロードレース優勝。
- テオ・ボス……2006年、個人スプリントとケイリン優勝。
- マチュー・ファン・デル・プール……2019年、シクロクロス男子エリート優勝。

ベルギー スポーツマンオブザイヤー
- エディ・メルクス……1971年、1974年のプロ個人ロードレース優勝。
- フレディ・マルテンス……1981年、プロ個人ロードレース優勝。
- クロード・クリケリオン……1984年、プロ個人ロードレース優勝。
- ルディー・ダーネンス……1990年、プロ個人ロードレース優勝。
- トム・ボーネン……2005年、個人ロードレース優勝。

BBC・スポーツ・パーソナリティ・オブ・ザ・イヤー賞
- トム・シンプソン……1965年、プロ個人ロードレース優勝。
- クリス・ホイ……2008年、スプリント、ケイリン優勝。
- マーク・カヴェンディッシュ……2011年、個人ロードレース優勝。

ドイツ スポーツパーソナリティオブザイヤー
- ルディ・アルティヒ（西ドイツ）……1966年、プロ個人ロードレース優勝。
- ロター・トムス（東ドイツ）……1981年、アマ1kmTT優勝。

スイス スポーツパーソナリティオブザイヤー
- ウース・フローラー……1982年、プロポイントレース優勝。
- オスカル・カーメンツィント……1998年、個人ロードレース優勝。
- カリン・テュリヒ……2004年、女子ロード個人タイムトライアル優勝。

スヴァンスカ・タブブラデト・ゴールドメダル（スウェーデンの年間最優秀選手賞）
- フォーグルム4兄弟（イェスタ、エリック、ストゥーレ、トーマス）……1967年、団体ロードレース優勝。
- スザンヌ・ユンスコック……2002年、女子個人ロードレース優勝。

ノルウェー スポーツパーソンオブザイヤー
- トル・フースホフト……2010年、個人ロードレース優勝。